# Flûte d'Ourcq

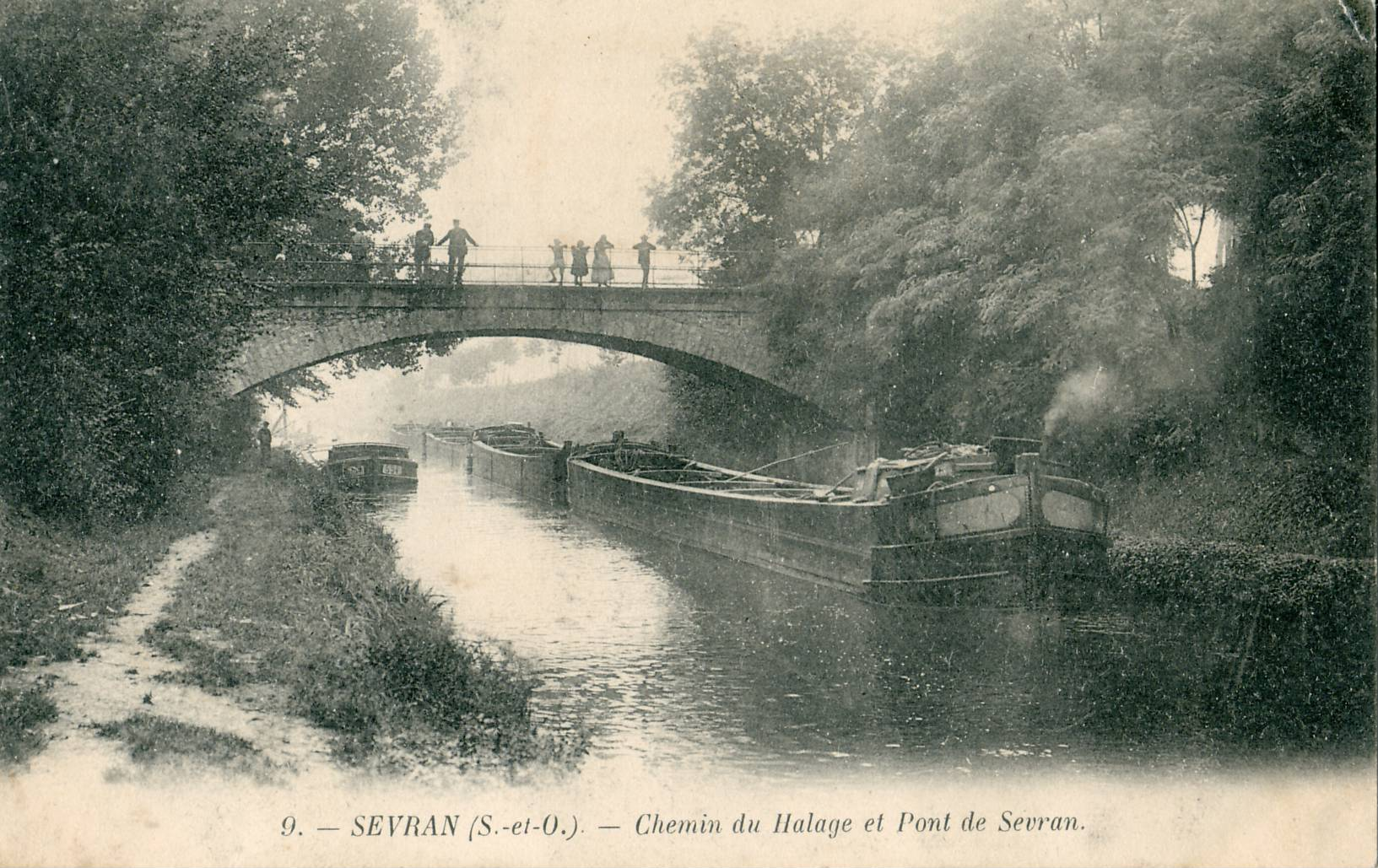
Flûtes sur le Canal de l'Ourcq

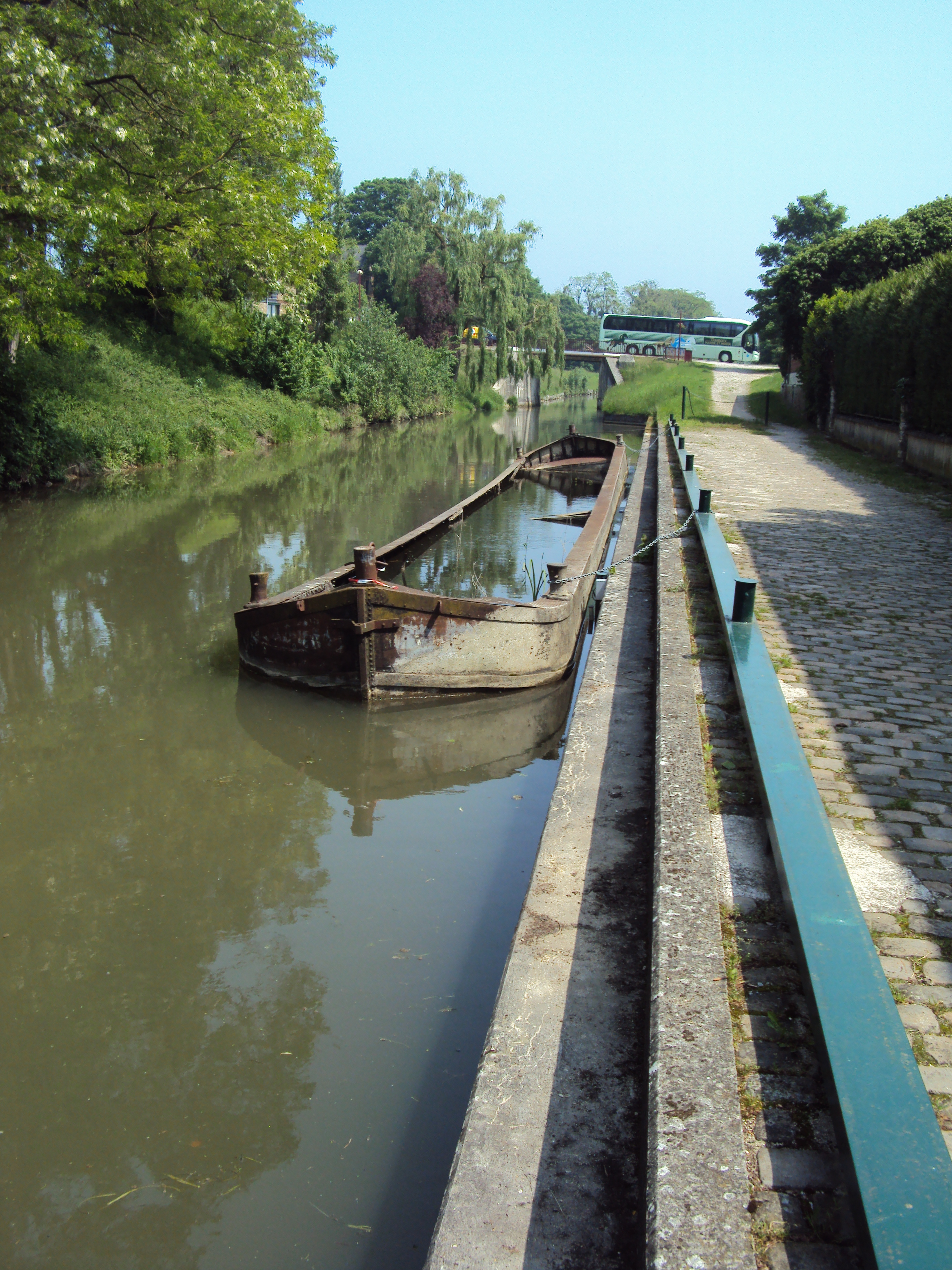
Épave de flûte a Lizy-sur-Ourcq

La flûte de l'Ourcq est un type de bateau fluvial de petit gabarit, adapté à la navigation sur le canal de l'Ourcq (après l'équipement de celui-ci de cinq écluses de 58 × 3,20 m vers 1840).

## Description
La flûte d'Ourcq est un bateau de 28 × 3 m, amphidrome, aux lignes très inspirées de celles de la péniche flamande. Il porte environ 80 tonnes.